# Christian Lequesne
 (janvier 2013).
Si vous disposez d'ouvrages ou d'articles de référence ou si vous connaissez des sites web de qualité traitant du thème abordé ici, merci de compléter l'article en donnant les références utiles à sa vérifiabilité et en les liant à la section « Notes et références ».
Christian Lequesne, né le 26 décembre 1962 à Vitry-le-François (Marne), est un universitaire français, ancien directeur du Centre d'études et de recherches internationales (CERI) et professeur de science politique à Sciences Po Paris.

## Biographie

### Formation
Après des études à Sciences Po Strasbourg (diplôme en 1983) et au Collège d'Europe à Bruges (diplôme en 1984), Christian Lequesne a soutenu en 1992 sa thèse de doctorat en science politique à Sciences Po Paris, sous la direction d'Alfred Grosser. Il a également soutenu son habilitation à diriger des recherches à Sciences Po Paris.

## Carrière
Après avoir été assistant au Collège d'Europe à Bruges de 1986 à 1988, Christian Lequesne est entré en 1988 comme chercheur au Centre d'études et de recherches internationales (CERI) de l'Institut d'études politiques de Paris. Successivement chargé puis directeur de recherche, il a été directeur adjoint du CERI de 2000 à 2003 tout en étant professeur à Sciences Po Paris. De 2004 à 2006, il a été détaché auprès du ministère français des Affaires étrangères pour diriger le Centre français de recherche en sciences sociales (CEFRES) de Prague, en République tchèque. De 2006 à 2008, il a été nommé Sciences Po - LSE Alliance Professor à l'Institut européen de la London School of Economics and Political Science, occupant une nouvelle chaire créée conjointement par Sciences Po et la LSE. De 2009 à 2013, Christian Lequesne est directeur du Centre d'études et de recherches internationales (CERI). Il est par ailleurs professeur au département de science politique de Sciences Po Paris depuis 2015.
Reconnu internationalement pour ses travaux[réf. nécessaire], Christian Lequesne a contribué depuis la fin des années 1980 au développement des études sur l'Union européenne, par ses publications et par ses enseignements à Sciences Po Paris, au Collège d'Europe, à la London School of Economics, à l'université Charles de Prague, à l'université LUISS de Rome et à l'Académie Diplomatique de Vienne. Avec le professeur Jean-Louis Quermonne, il est à l'origine de la création à Sciences Po Paris du Cycle supérieur d'études européennes et des bourses Europe.

## Travaux de recherche
Les travaux de Christian Lequesne ont porté d'abord sur l'Union européenne : les institutions de l'Union européenne, les modes de production des politiques communautaires (avec une étude originale sur la politique européenne de la pêche), la politique européenne de la France, l'élargissement et les relations extérieures de l'Union.[réf. nécessaire]
Depuis 2013, Christian Lequesne s'intéresse aussi à l'analyse de la politique étrangère et plus particulièrement aux pratiques diplomatiques. Il a publié en 2017 (réédité en 2020 en format poche) un livre sur les diplomates français à partir d'enquêtes de terrain sous le titre Ethnographie du Quai d'Orsay. Les Pratiques des diplomates français.
Christian Lequesne co-dirige avec Christopher Hill (professeur à Cambridge et SAIS Bologne) le European Review of International Affairs (ERIS) publié par les éditions Brill à La Haye. Il est par ailleurs membre du comité scientifique international de The Hague Journal of Diplomacy, du Journal of European Integration et de Politique Européenne .
Christian Lequesne est un chroniqueur régulier au quotidien Ouest-France. Il est aussi l'auteur de contributions à la page Débats du journal Le Monde.
Il est aussi membre des conseils scientifiques de la Fondation Robert-Schuman et de la Maison Robert-Schuman à Metz. Par ailleurs, il est le vice-président du Comité des jumelages (ARCIF) de la Ville de Fontainebleau et membre du conseil d'administration de l'Association de politique criminelle et de réinsertion sociale (APCARS), qui accompagne la réinsertion des personnes sortant de prison.
Il est chevalier dans l'ordre des Palmes académiques et titulaire de la médaille František Palacký en sciences sociales de l'Académie des sciences de la République tchèque. En 2011, il a été avec Yves Doutriaux le récipiendaire du Prix « Mieux Comprendre l'Europe », décerné par le Centre de culture européenne.

## Livres
- Le diplomate et les Français de l'étranger. Les pratiques de l'Etat envers sa diaspora, Paris, Presses de Sciences Po, 2024.
- Ministries of Foreign Affairs in the World. Actors of State Diplomacy (ed.), The Hague, Brill, 2022.
- La puissance par l'image. Les Etats et leur diplomatie publique (dir), Paris, Presses de Sciences Po, 2021.
- La politique étrangère. Approches disciplinaires (avec Hugo Meijer dir.), Montréal, Presses de l'Université de Montréal, 2018.
- Ethnographie du Quai d'Orsay. Les pratiques des diplomates français, Paris, CNRS Editions, 2017, 258 p. (édition poche 2020)
- The Member States of the European Union (avec S. Bulmer, dir.), Oxford, Oxford University Press, The New European Series, 3nd edition, 2020.
- Les Institutions de l'Union européenne (avec Y. Doutriaux), Paris, La Documentation française (collection réflexe Europe), 9e édition, 2013.
- La Politique étrangère de Jacques Chirac (avec Maurice Vaïsse dir.), Paris, Riveneuve éditions, 2013.
- L'Europe d'après. En finir avec le pessimisme" (avec Thierry Chopin et Jean-François Jamet), Paris, Lignes de Repères, 2012.
- L'Enjeu mondial. Les migrations (avec Christophe Jaffrelot dir.), Paris, Presses de Sciences Po, 2009.
- La France dans la nouvelle Europe. Assumer le changement d'échelle, Paris, Presses de Sciences Po, collection Les Nouveaux Débats, 2008 152 p.
- La Citoyenneté démocratique dans l'Europe des Vingt-Sept (avec Monika Mac-Donagh Pajerova dir.), Paris, L'Harmattan, coll. Logiques politiques, 2007, 298 p (version tchèque, Demokracie v Euvope, Prague, Prostor, 2007, 265 p.).
- Partner oder Beitrittskandidaten ? Die Nachbarschaftspolitik der Europäischen Union auf dem Prüfstand, (avec Martin Koopmann, dir.), Baden Baden, Nomos Verlag (de), 2006.
- Zastoupení evropské pětadvacítky v Evropském parlamentu [La représentation politique des Vingt-Cinq au sein du Parlement européen] (avec Lenka Rovná), Prague, Éditions du Centre français de recherches en sciences sociales (CEFRES), 2005.
- L'Europe des Vingt-Cinq. 25 cartes pour un jeu complexe, (avec Jacques Rupnik), Paris, Autrement, 2005.
- L'Intégration européenne. Entre émergence institutionnelle et recomposition de l'État, (avec Yves Surel, dir.), Paris, Presses de Sciences Po, 2004.
- La Politique européenne de la pêche : vers un développement durable ? (avec Catherine Flaesch-Mougin, Danielle Charles-Le Bihan, dir.), préface de Louis Le Pensec, Rennes, Université de Rennes-I, Éditions Apogée, 2003.
- L'Europe bleue, Paris, Presses de Sciences Po, 2001 (traduction anglaise Manchester University Press, 2004).
- Quelle Union pour quelle Europe ? (avec F. de La Serre, dir.), Bruxelles, Éditions Complexe, 1998.
- Les Paradoxes des régions en Europe, (avec Patrick Le Galès, dir.), Paris, La Découverte, 1997 (Version anglaise par Routledge, 1998, Londres).
- L'Union européenne : ouverture à l'Est ? (avec Françoise de La Serre et Jacques Rupnik), Paris, Presses universitaires de France (Coll. Politique d'aujourd'hui), 1994.
- Paris-Bruxelles : comment se fait la politique européenne de la France, Paris, Presses de la FNSP, 1993.
- The State of the European Community. Policies, Institutions and Debates in the Transition Years (avec Leon Hurwitz, dir.), Londres/Boulder, Longman/Lynne Rienner, 1991.